# Col de la Croix Verte
Pour les articles homonymes, voir Croix verte.
Le col de la Croix Verte est un petit col de France situé en Haute-Savoie, non loin de la ville de Cluses. Franchit par la route départementale 6, il permet de relier les communes de Châtillon-sur-Cluses au nord-ouest à celle d'Arâches-la-Frasse au sud-est via celle de Saint-Sigismond située au nord-ouest du col. Il tire son nom d'une croix implantée au col, au pied des rochers de Treydon ; un parking et une aire de pique-nique se trouvent à proximité, point de départ d'une ballade pour la montagne de Chevran au sud-ouest.

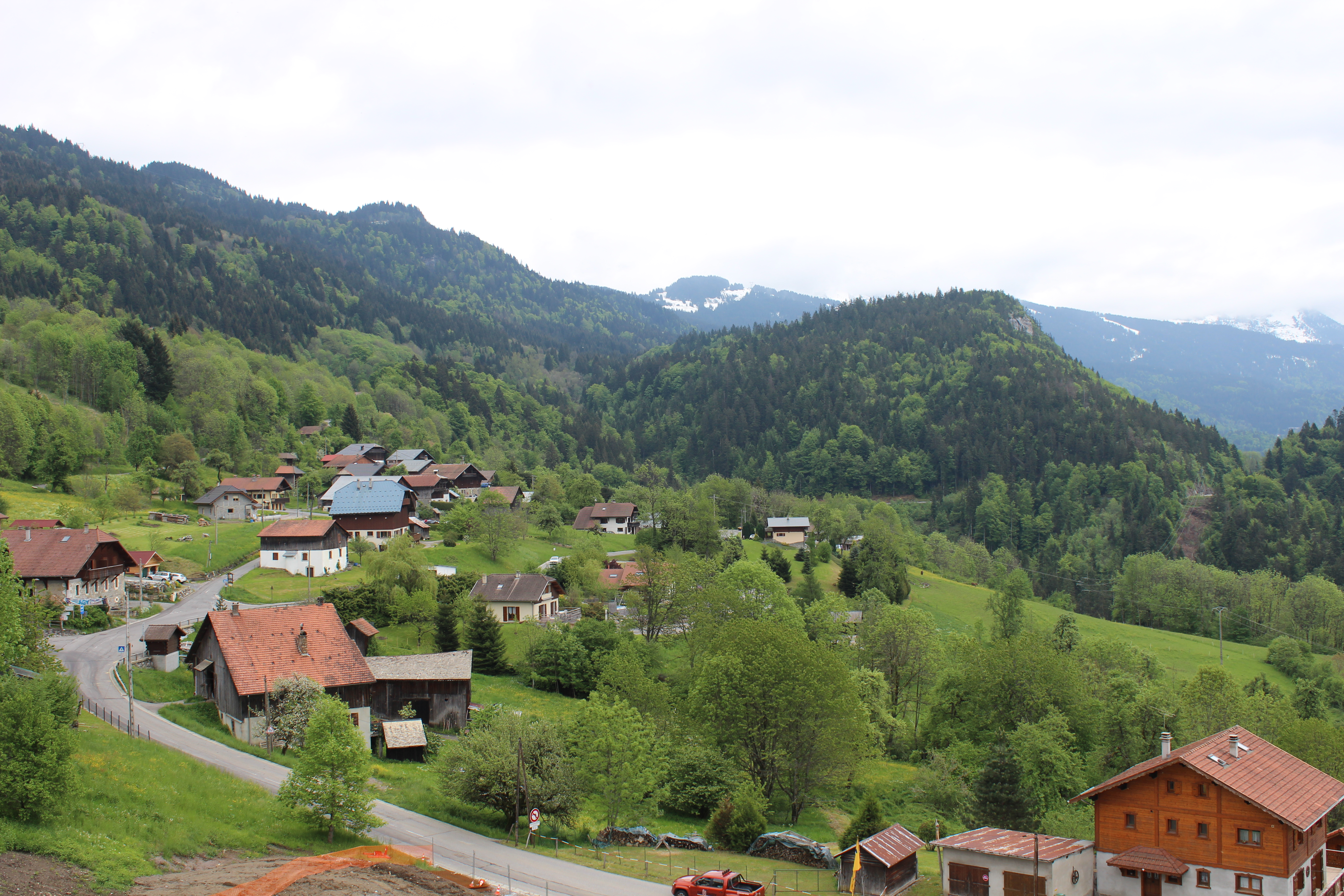
Vue du village de Saint-Sigismond avec le col de la Croix Verte sur le bord droit de l'image.